# 17934 Делеон
17934 Делеон (17934 Deleon) — астероїд головного поясу, відкритий 12 квітня 1999 року.
Тіссеранів параметр щодо Юпітера — 3,535.